# اچ‌ام‌اس دایدالوس (۱۸۲۶)
اچ‌ام‌اس دایدالوس (۱۸۲۶) (به انگلیسی: HMS Daedalus (1826)) یک کشتی بود که طول آن ۱۵۰ فوت ۱۰٫۲۵ اینچ (۴۵٫۹۸۰۴ متر) بود. این کشتی در سال ۱۸۲۶ ساخته شد.